# Campo Largo do Piauí
Campo Largo do Piauí là một đô thị thuộc bang Piauí, Brasil. Đô thị này có diện tích 477,915 km², dân số năm 2007 là 6411 người, mật độ 13,41 người/km².